# Феррерс, Роберт, 2-й барон Феррерс из Уэма
Роберт Феррерс (англ. Robert Ferrers; около 1373 — до 29 ноября 1396) — английский аристократ, 2-й барон Феррерс из Уэма с 1380, сын Роберта Феррерса, 1-го барона Феррерса из Уэма, и Элизабет Ботелер, 4-й баронессы Ботелер из Уэма.

## Происхождение
Роберт происходил из аристократического англо-нормандского рода Феррерсов, известного с XI века. Первым достоверно известным предком рода Феррерсов был Валшелин де Феррьер, который был владельцем сеньории Феррьер-Сен-Хиллар в Центральной Нормандии, в долине реки Рисль на территории современного департамента Эр, давшей название роду. По сообщению Гильома Жюмьежского он погиб около 1035/1045 года в битве против Гуго де Монфора. Его сын, Генрих де Феррьер (ум. 1101), сеньор де Феррьер и де Шамбре, принимал участие в нормандском завоевании Англии и, по сообщению Роберта Васа, участвовал в битве при Гастингсе в 1066 году. От ставшего английским королём Вильгельма Завоевателя получил обширные земельные владения в Англии. Его сын, Роберт де Ферьерс, получил во время правления короля Стефана Блуаского титул графа Дерби.
Потомок Роберта, Роберт де Феррерс, 6-й граф Дерби (ум. 1279), в войнах Генриха III и баронской оппозиции во главе с Симоном де Монфором в середине XIII века (второй баронской войне) принял сторону последнего, из-за что после победы короля в битве при Ившеме в 1265 году лишился всех своих владений. Ему удалось их вернуть ценой уплаты огромного выкупа, но в 1266 году Роберт вновь присоединился к мятежу против короля. Потерпев поражение, граф Дерби был арестован, обвинён в государственной измене и заключён в тюрьму. Его владения и титулы были конфискованы. В 1269 году Роберту удалось выйти на свободу, но ему были возвращена лишь малая часть бывших владений семьи, тогда как основная их часть осталась в распоряжении короля и стала ядром герцогства Ланкастер, домениального владения королевской фамилии, пользующегося особым правовым статусом. Хотя Джон Феррерс, сын Роберта, получил титул барона Феррерса из Чартли, но ни он, ни его потомки уже не играли существенной роли в политической жизни Англии.
Одним из внуков Джона Феррерса был Роберт де Феррерс из Вилишема (до 1350 — 24/30 декабря 1380) женился на Элизабет Ботелер (ок. 1344/1345 — июнь 1411), дочери и наследнице Уильяма Ботелера, 3-го барона Ботелера из Уэма. В 1375—1379 годах он вызывался в парламент как барон Феррерс из Уэма. По современной доктрине это может рассматриваться как создание нового баронского титула. Однако в то время современная практика не регламентировалась, поэтому Роберт мог быть вызван в парламент просто как барон Ботелер из Уэма по праву жены (jure uxoris). Третий муж его жены называл себя в завещании «лорд Уэм по праву жены», хотя его в парламент никогда не вызывали.

## Биография
Роберт родился около 1373 года. Его отец умер в 1380 году. Его мать после смерти мужа ещё дважды выходила замуж, однако оба этих брака так и остались бездетными, поэтому Роберт был единственным наследником как владений отца (Оверсли в Уорикшире), так и владений матери (Уэма в Шропшире). Около 1386 года его обручили с Джоан Бофорт. Она была незаконнорожденной дочерью Джона Гонта, герцога Ланкастерского, 3-го из выживших сыновей короля Эдуарда III, родившегося от связи с любовницей Екатерины Суинфорд, на которой тот потом женился. Она, как и другие дети от этого брака, была признана своим отцом, в сентябре 1396 года она была легитимизирована. Этому браку Роберт был обязан, вероятно, тому, что его покойный отец минимум с 1378 года находился на службе у Джона Гонта.
Роберт и Джоан поженились в 1392 году, сразу после свадьбы они какое-то время жили в герцогском доме. В этом браке родилось 2 дочери: Элизабет и Мэри.
Хотя в парламент Роберт никогда не вызывался, но его в поздних источниках называют 2-м бароном Феррерсом из Уэма. Он умер между маем 1395 и ноябрём 1396 года. Вдова Роберта не позже 29 ноября 1396 года вышла замуж за Ральфа Невилла, который в 1397 году получит титул графа Уэстморленда. Владения Уэмов же оставались под контролем матери Роберта, Элизабет Ботелер, до её смерти в 1411 году. Баронский же титул перешёл в состояние ожидания наследника.

## Брак и дети
Жена: с 1392 Джоан Бофорт (ок. 1379 — 13 ноября 1440), легитимизированная дочь Джона Гонта, герцога Ланкастерского, и Екатерины Суинфорд. Дети:
- Элизабет Феррерс (ок. 1393 — после 10 июля 1434); муж: с 28 октября 1407 (контракт) Джон Грейсток (ок. 1388/1389 — 8 августа 1436), 4-й барон Грейсток с 1418[3][6][7][8].
- Мэри Феррерс (ок. 1394 — 25 января 1458), баронесса Оверсли; муж: Ральф де Невилл (ок. 1392 — 25 февраля 1458), барон Байвелл и Стифорд в Нортумберленде[3][6][7][8].

После смерти Ральфа вторым мужем его вдовы не позднее 29 ноября 1396 стал Ральф Невилл (ок. 1364 — 21 октября 1425), 4-й барон Невилл из Рэби с 1388, 1-й граф Уэстморленд с 1397.